# Zegel van New York (stad)

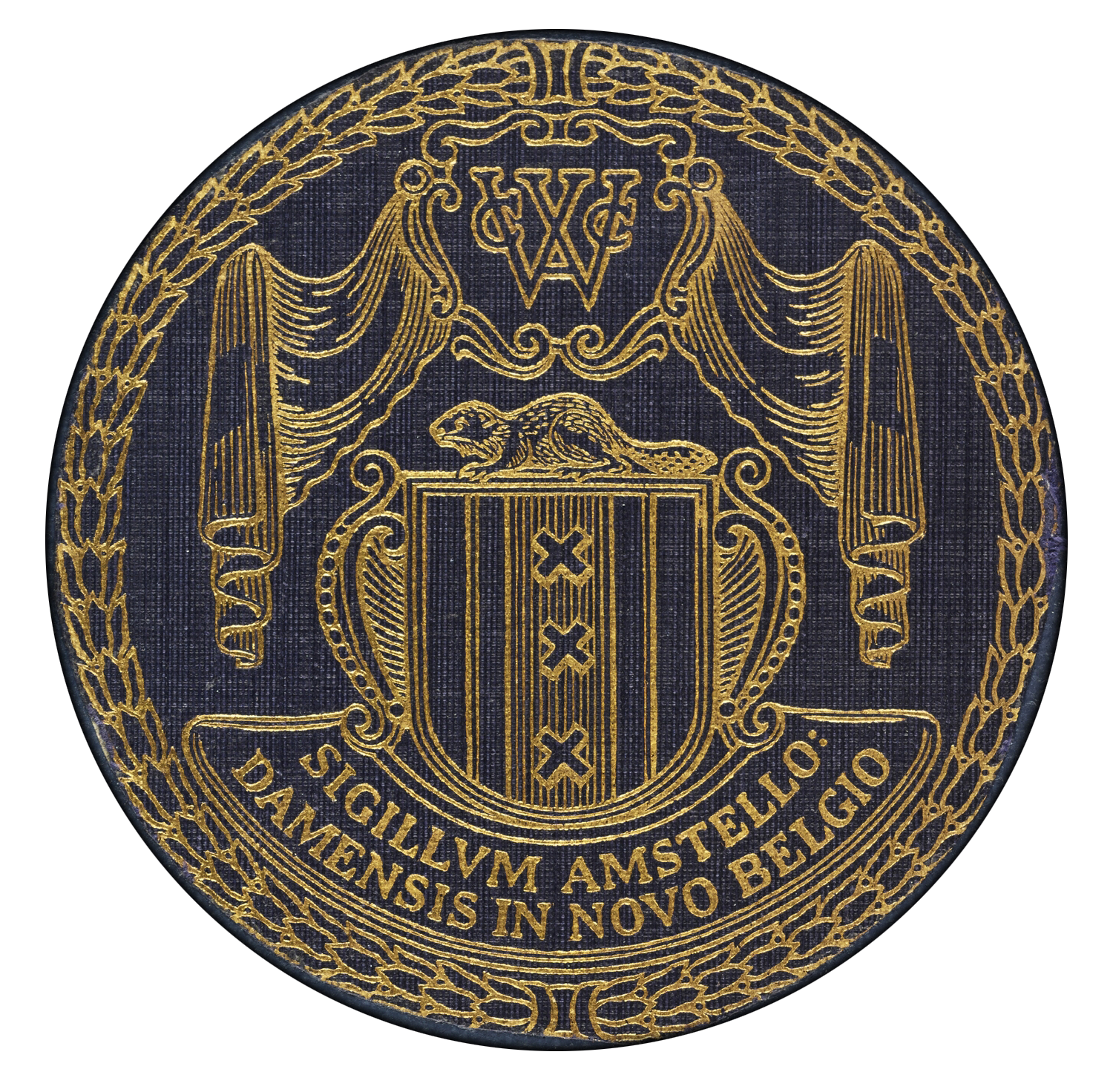
Zegel van Nieuw-Amsterdam uit 1654

Het zegel van de stad New York is voor het laatst in 1977 aangepast. Het zegel wordt onder meer gebruikt op de vlag van New York.

## Omschrijving
Het zegel bestaat uit een schild met daarop afgebeeld molenwieken in kruisstand met daartussen afwisselend twee bevers en twee meeltonnen. Als helmteken op een hemisfeer een Amerikaanse zeearend. Als schildhouder een matroos en een indiaan. De matroos houdt een dieplood en een Jakobsstaf vast. De indiaan draagt een verentooi en een houdt een boog vast. Op de grond een lauriertak met het jaartal 1625. Het geheel wordt omringd door een lauwerkrans en het motto Sigillum Civitatis Novi Eboraci.

## Symboliek
De Amerikaanse zeearend is het nationale symbool van de Verenigde Staten, ook afgebeeld op het Grootzegel van de Verenigde Staten. De Indiaan en de Matroos symboliseren de vriendschap tussen de oorspronkelijke inheemse bewoners en de kolonisten van het gebied.
De bevers en meeltonnen staan voor de economische exporthandel in beverhuiden en meel. De molenwieken herinneren aan de Nederlandse geschiedenis van de stad, en zijn mogelijk overgenomen van de molenwieken in het familiewapen van Olof Stevense van Cortlandt, destijds bestuurder en handelaar of het Andreaskruis op het wapen van Amsterdam. Ook de molens in Manhattan en een monopolie op de meelhandel kunnen een rol hebben gespeeld.
1625 staat voor het jaar waarin de stad als Nieuw-Amsterdam door de Nederlanders werd gesticht. 'Sigillum Civitatis Novi Eboraci' is een latijnse zinsnede die betekent: Zegel van de stad New York Waarbij Eboracum staat voor de Romeinse vesting Eboracum op de huidige plaats York.

## Geschiedenis
New York kreeg een eerste zegel in 1654 ten tijde van Nieuw-Amsterdam, met centraal het wapen van Amsterdam, waarboven een bever en het woordmerk van de West-Indische Compagnie. Een eerste versie van de Britse variant werd in 1686 ingevoerd. De kroon werd in 1783 na de Amerikaanse Revolutie vervangen voor de zeearend. In 1915 werd het zegel opnieuw vastgesteld en tevens in gebruik genomen voor de vlag van New York. Het jaartal werd in 1977 aangepast, in 1915 werd 1664 gehanteerd, de datum waarop de stad Brits werd en New York werd genoemd. Van 1686 tot 1915 werd 1686 gebruikt, het jaar waarin New York rechten kreeg.